# Tamanduor
Tamanduor eller trädmyrslokar (Tamandua) är ett släkte i familjen myrslokar som omfattar två arter.

## Utbredning och habitat
De båda arterna av tamanduor lever i Central- och Sydamerika: 
- Nordlig tamandua (T. mexicana) – förekommer från södra Mexiko till Venezuela och norra Peru.
- Sydlig tamandua (T. tetradactyla) – förekommer från Venezuela till Uruguay och Argentina.[1]

De lever i olika habitat, bland annat i regnskog och på savann.

## Kännetecken
Med en kroppslängd mellan 50 och 80 centimeter samt en svanslängd mellan 40 och 70 centimeter är tamanduor tydlig mindre än sin nära släkting jättemyrsloken. De når en vikt mellan 2 och 7 kilogram. Som alla myrslokar har de en långdragen nos. De saknar tänder men har en upp till 40 centimeter lång tunga för att hämta födan. Den grova och korta pälsen har en gul till brunaktig färg. Dessutom finns ett svart mönster som liknar en väst. Svansen är naken och används som gripverktyg. Vid de främre extremiteterna finns fyra tår som är utrustade med skarpa klor. Klorna används för att bryta insektsbon och för att försvara sig mot fiender. Vid de bakre extremiteterna finns fem tår med tydligt mindre klor.

## Levnadssätt
Tamanduor lever huvudsakligen i träd men de vistas även på marken för att leta efter föda eller för att byta träd. På marken går de på fötternas utkanter så att klorna inte skadas. De kan även simma. Trädmyrslokar kan vara aktiva på dagen och på natten. Efter en aktivitet över 8 timmar vilar de en längre tid. De gömmer sig i trädens håligheter eller i bon som lämnats av andra djur. När de försvarar sig, står de på sina bakre extremiteter och använder svansen som stöd. Varje individ lever ensam i ett revir som markeras med en illaluktande vätska från analsäckarna.

### Föda
Arterna lever uteslutande av insekter, främst myror och termiter. En del giftiga insekter undviker de. Det finns även berättelser om tamanduor som öppnat bikupor för att äta bin och honung.[källa behövs]

### Fortplantning
Tamanduornas fortplantning är nästan helt outforskad. Efter dräktigheten, som varar i 130 till 150 dagar, föder honan en  unge. Ungen håller sig fast på moderns rygg eller lämnas på ett säkert ställe i ett träd. Efter tre månader är ungen  självständigare och letar efter insekter. Den äldsta kända individen i fångenskap blev nästan tio år gammal.

## Status och hot
På grund av sitt stora utbredningsområde och de mindre krav som tamanduor ställer på habitatet är de ganska talrika. Arterna bedöms inte som hotade av IUCN som kategoriserar dem som livskraftiga.